# 山内琳太郎
山内 琳太郎（やまうち りんたろう、2002年10月25日 - ）は、京都府出身のサッカー選手。ポジションはディフェンダー(DF)。
Jリーグ・SC相模原所属。

## 経歴
仙台大学在学中の2024年8月6日に2025年からのいわきFCへの加入を発表した。そして8月9日には2024年の特別指定選手としていわきFCと選手登録を行った（出場はなかった）。
2025年3月26日のJリーグYBCルヴァンカップ1回戦・RB大宮アルディージャ戦で公式戦初出場。2025年3月30日のJ2リーグ第7節の水戸ホーリーホック戦でリーグ戦初出場を果たした。
2025年8月18日、SC相模原に育成型期限付き移籍を発表。

## 所属クラブ
- FRIENDLY-SC[2]
- 長岡京市第四小学校SSS[2]
- 長岡京市立長岡中学校[2]
- 京都橘高校[2]
- 仙台大学
  - 2024年 8月 - 12月 いわきFC （特別指定選手）
- 2025年 -  いわきFC
  - 2025年8月 -  SC相模原（育成型期限付き移籍）

## 個人成績
| 国内大会個人成績 | 国内大会個人成績 | 国内大会個人成績 | 国内大会個人成績 | 国内大会個人成績 | 国内大会個人成績 | 国内大会個人成績 | 国内大会個人成績 | 国内大会個人成績 | 国内大会個人成績 | 国内大会個人成績 | 国内大会個人成績 |
| 年度             | クラブ           | 背番号           | リーグ           | リーグ戦         | リーグ戦         | リーグ杯         | リーグ杯         | オープン杯       | オープン杯       | 期間通算         | 期間通算         |
| 年度             | クラブ           | 背番号           | リーグ           | 出場             | 得点             | 出場             | 得点             | 出場             | 得点             | 出場             | 得点             |
| 日本             | 日本             | 日本             | 日本             | リーグ戦         | リーグ戦         | リーグ杯         | リーグ杯         | 天皇杯           | 天皇杯           | 期間通算         | 期間通算         |
| ---------------- | ---------------- | ---------------- | ---------------- | ---------------- | ---------------- | ---------------- | ---------------- | ---------------- | ---------------- | ---------------- | ---------------- |
| 2025             | いわき           | 37               | J2               | 6                | 0                | 1                | 0                | 0                | 0                | 7                | 0                |
| 2025             | 相模原           | 20               | J3               |                  |                  | -                | -                |                  |                  |                  |                  |
| 通算             | 日本             | 日本             | J2               | 6                | 0                | 1                | 0                | 0                | 0                | 7                | 0                |
| 通算             | 日本             | 日本             | J3               |                  |                  | -                | -                |                  |                  |                  |                  |
| 総通算           | 総通算           | 総通算           | 総通算           | 6                | 0                | 1                | 0                | 0                | 0                | 7                | 0                |

- 2024年 特別指定選手としての公式戦出場無し

出場歴
- Jリーグ初出場：2025年3月30日 J2第7節 水戸ホーリーホック戦（ケーズデンキスタジアム水戸）